# 1965 en Inde
Chronologie de l'Inde
- 1961
- 1962
- 1963
- 1964
- 1965
- 1966
- 1967
- 1968
- 1969

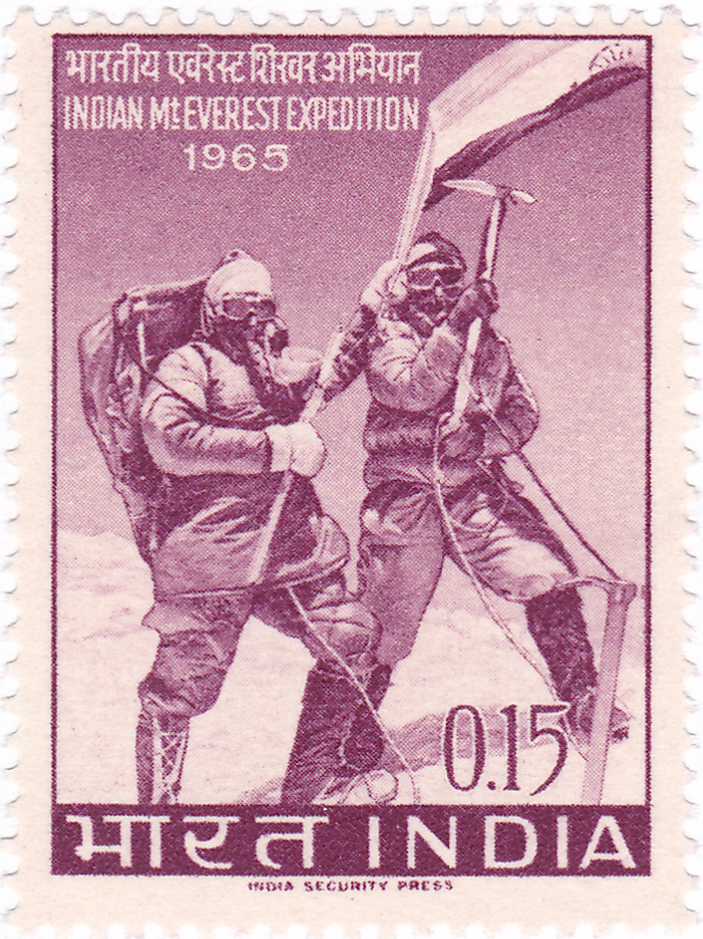
Timbre indien dédié à l'expédition indienne de 1965 sur l'Everest (20 mai).

Cette page concerne les évènements survenus en 1965 en Inde :

## Évènement
- 26 janvier : 
  - La langue hindi devient la langue officielle de l'Inde.
  - agitations anti-hindi en Inde, ce qui fait que l'hindi n'obtient pas le statut de langue nationale et reste l'une des 23 langues officielles de l'Inde.
- 6 février : Assassinat de Partap Singh Kairon (en), ministre en chef du Pendjab.
- 24 février : L'anglais est adopté comme langue associée dans les relations entre le gouvernement central et les États non hindiphones.
- avril : Début de la saison cyclonique dans le nord de l'océan Indien (en).
- 20 mai : Première expédition indienne (en) à atteindre le sommet de l'Everest.
- 28 mai : Catastrophe minière de Dhanbad (bilan : 268 morts)
- août-21 septembre : Deuxième guerre indo-pakistanaise :
  - 2 septembre : Le Cachemire est déclaré partie intégrante de l'Inde et n'est pas un territoire contesté. Les troupes pakistanaises pénètrent alors dans le secteur indien du Cachemire.
  - 6-12 septembre : Bataille de Lahore (en)
  - 7-11 septembre : Bataille de Phillora (en)
  - 8-10 septembre : Bataille d'Asal Uttar (en)
  - 8-11 septembre : Bataille de Burki (en)
  - 14-18/19 septembre : Bataille de Chawinda (en)
- Résolutions de l'ONU : 
  - 4 septembre : 209, invitant l'Inde et le Pakistan à prendre toutes les mesures nécessaires à cesser immédiatement les combats et revenir à leurs côtés respectifs de la ligne.
  - 6 septembre : 210, invitant l'Inde et le Pakistan à cesser les hostilités dans toute la zone de conflit immédiatement et de retirer toutes les forces armées sur les positions qu'elles occupaient avant le 5 août 1965.
  - 20 septembre : 211, exigeant de l'Inde et du Pakistan à se retirer sur les positions qu'elles occupaient avant le 5 août 1965.
  - 27 septembre : 214, exigeant que l'Inde et le Pakistan respectent leur engagement, le cessez-le-feu et retirent toutes les forces armées.
  - 27 septembre : 215, après que le cessez-le-feu demandé dans les résolutions 209, 210 et 211 et 214 et accepté par l'Inde et le Pakistan a été un échec dans les faits, le Conseil  exige que les représentants de l'Inde et du Pakistan se rencontrent avec un représentant du Secrétaire général pour proposer un calendrier pour le retrait.

## Cinéma
- 12e cérémonie des Filmfare Awards
- 12e cérémonie des National Film Awards (en)
- 3e cérémonie du Festival international du film d'Inde (en)

Sortie de film
- La Rivière Subarnarekha
- Le Lâche
- Le Saint
- Mahabharat

## Littérature
- Amrita (en), roman de Raghuveer Chaudhari (en).
- Chhinnapatra (en), roman de Suresh Joshi (en).
- Loona (en), épopée en vers de Shiv Kumar Batalvi (en).
- Matadana (en), roman de S. L. Bhyrappa (en).
- Les Murs (en), roman de Vaikom Muhammad Basheer.

## Création
- 1er décembre : Force de sécurité des frontières
- Kendriya Vidyalaya (en), gestion des écoles.
- People's Democracy (en), journal.

## Dissolution
- Banque d'Alwaye (en)
- Banque de Chettinad (en)

## Naissance
- Ashutosh (en), journaliste et personnalité politique.
- Krishna Bhagavaan (en), acteur.
- Seema Biswas, actrice.
- Sudha Chandran (en), actrice.
- Agnidev Chatterjee (en), réalisateur.
- Chinna (en), acteur.
- A. K. P. Chinraj (en), personnalité politique.
- Chithra (en), actrice.
- Sashadhar Choudhury (en), terroriste.
- Jai Devi (en), personnalité politique.
- Kalavati Devi (en), lauréate du Nari Shakti Puraskar.
- Archana Joglekar (en), actrice.
- A. Johnkumar (en), homme d'affaires.
- S. Joseph (en), poète.
- Amita Kanekar (en), écrivaine et historienne de l'architecture.
- Atya Kapley (en), généticien environnemental.
- Rohan Kapoor (en), acteur.
- Aamir Khan, acteur.
- Salman Khan, acteur.
- Shahrukh Khan, acteur.
- Sachin Khedekar (en), acteur et réalisateur.
- Padmini Kolhapure, chanteuse et actrice.
- Rabindranath Murmu (en), écrivain.
- Satish Nambisan (en), écrivain.
- Jamling Tensing Norgay, alpiniste et sherpa.
- Aditya Pancholi, acteur.
- Anuradha Patel (en), actrice.
- Rhea Pillai (en), mannequin.
- Kalabhavan Rahman (en), acteur.
- Komanduri Ramachari (en), chanteur.
- Mani Rao (en), poète.
- Dzogchen Ponlop Rinpoché, écrivain et 7e incarnation dans la lignée des Dzogchen Ponlop.
- Partho Sen-Gupta (en), scénariste et réalisateur.
- Malini Sharma (en), mannequin et actrice.
- Tashi Tenzing (en), sherpa.
- Kona Venkat (en), scénariste.

## Décès
- Geeta Bali, actrice.
- Amirbai Karnataki, actrice.
- Balwantrai Mehta (en), ministre.